# Замок Форбс (Лонгфорд)
Замок Форбс (англ. Castle Forbes, ірл. Caisleán an Lios Breac) — замок Льос Брек, замок Строкатої Круглої Фортеці — один із замків Ірландії, розташований в графстві Лонгфорд.

## Історія замку Форбс
Замок Форбс отримав свою назву від аристократичної родини Форбс шотландського походження, що володіла цими землями і замком після англо-шотландської колонізації Ірландії початку XVII століття. Перший володар замку — граф Гранард походить з Абердіну. Він отримав ці землі в 1621 році і жив в замку Форбс до 1691 року. Родина Форбс служила короні Англії і отримувала за службу титули віконтів, баронетів, графів. Селище біля замку називалось Льос Брек, потім Лісбрак. Близько 1750 року назва селища була змінена на Ньютаунфорбс. Замок Форбс стоїть в 5 км від міста Лонгфорд, між селищем Ньютаунфорбс та річкою Шеннон. Замок неодноразово перебудовувався. Нинішній замок Форбс був побудований в ХІХ столітті з вапнякових брил архітектором Джоном Гаргрейвом, що був родом з Корку. Замок був побудований у французькому стилі. Вхідна брама побудована в 1,6 км від самого замку. Вікна у формі арки, є вікна в англійському стилі. У 1909 році відбувся шлюб Бернарда Форбса — VIII графа Гранард з Беатріче — дочкою Огдена Міллса — багатія з Стаатсбурга (штат Нью-Йорк, США). Перша оригінальна будівля замку Форбс була побудована в 1624 році леді Джейн Лаудер — дружиною сера Артура Форбса. У 1825 році замок згорів. Жителів замку врятував пес Пілот, що здійняв тривогу під час пожежі. Після пожежі замок був відбудований. У 1619 році маєток замку Форбс становив 1 286 акрів землі. У 1854 році маєток навколо замку охоплював площу 1 346 акрів землі. Цей маєток був найбільшим маєтком в графстві Лонфорд. У 1876 році володіння володарів замку Форбс були площею 14 978 акрів землі. Нині власник замку — леді Джорджина володіє землями площею 1 346 акрів землі. У 1911 році замок був місцем інтродукції в Ірландії білки сірої східної (Sciurus carolinensis). Було привезено 6 пар білок як весільний подарунок лорду Форбс, але білки втекли в дику природу.